# IRB Sevens World Series (2002/2003)
IRB Sevens World Series (2002/2003) – czwarta edycja IRB Sevens World Series, organizowanej przez IRB corocznej serii turniejów dla męskich reprezentacji narodowych w rugby 7. Składała się z siedmiu turniejów rozegranych pomiędzy grudniem 2002 a czerwcem 2003 roku, w których startowało szesnaście bądź dwadzieścia cztery zespoły. Cztery zespoły zwyciężały poszczególne zawody – triumfatorzy cyklu, Nowozelandczycy, okazali się najlepsi w dwóch z nich, Anglicy, którzy uplasowali się ostatecznie na drugiej pozycji, wygrali trzy turnieje, pozostałe dwa na swoją korzyść rozstrzygnęli reprezentanci RPA i Fidżi.

## Informacje ogólne
Zainteresowanie organizacją jednego z turniejów cyklu wyraziły Stany Zjednoczone, mogąca starać się o zawody na początku stycznia Argentyna zrezygnowała zaś z uwagi na panujący kryzys ekonomiczny. W lipcu 2002 roku przywrócono natomiast oficjalny status turniejowi w Dubaju
Na początku września 2002 roku IRB ogłosiła harmonogram czwartego sezonu rozgrywek – w jego skład weszło jedenaście turniejów zaplanowanych na okres od początku grudnia 2002 do połowy czerwca 2003 roku. Jeszcze przed rozpoczęciem rozgrywek zmieniono datę walijskich zawodów, które zostały przestawione na przełom maja i czerwca 2003 roku – tydzień przed turniejem na Twickenham Stadium. Pod koniec grudnia roku 2002 z uwagi na problemy logistyczne związane z transportem lotniczym pomiędzy Ameryką Południową a Oceanią odłożono Chile Sevens z połowy stycznia na marzec. Pod koniec stycznia 2003 roku ustalono, iż turniej ten odbędzie się w dniach 7–8 marca, jednak już dwa tygodnie później całkowicie go odwołano ze względu na wycofanie się sponsora, jednocześnie ze względu na nieporozumienia finansowe w malezyjskim związku anulowano również zawody w tym kraju.
W związku z wybuchem wojny w Zatoce Perskiej oraz rozpoczęciem epidemii SARS w Azji swój udział w Hong Kong Sevens 2003 odwołały Włochy, Francja, a następnie Argentyna, część zespołów opóźniała również przybycie do Hongkongu. IRB postanowiła jednak przeprowadzić turniej, a ich miejsce zajęły Tonga, Namibia i Holandia. W dniu jego rozpoczęcia poinformowano natomiast o odwołaniu kolejnej rundy – w Pekinie – zaplanowanej na kolejny tydzień, z powodu wykrycia tam kolejnych przypadków SARS. Decyzja ta, według menedżera Fidżyjczyków, została podjęta pod wpływem inicjatywy samych zawodników. Francuzi 3 kwietnia wycofali się z udziału w singapurskim turnieju, dzień później jego organizatorzy, za radą ministerstwa zdrowia, ogłosili przesunięcie na późniejszy termin. Według doniesień prasowych miałby się on odbyć pod koniec maja, jednak 19 kwietnia Singapore Sevens został anulowany przez IRB.
Ostatecznie spośród zaplanowanych jedenastu turniejów, wskutek początkowych przesunięć terminów i następujących odwołań, z kalendarza wypadły cztery, odbyło się ich zatem siedem.
Pierwsze trzy turnieje miały trzech różnych zwycięzców – Nowozelandczycy obronili tytuł w Dubaju pokonując Samoańczyków, zaś w George ulegli w finale Fidżyjczykom. Z kolei w Brisbane Anglicy w decydującym spotkaniu okazali się lepsi od zawodników z Fidżi, a w półfinałowym pojedynku po raz pierwszy w historii pokonali reprezentantów Nowej Zelandii. Nowozelandczycy zrewanżowali się za tę porażkę już w finale tydzień później, po raz pierwszy tym samym wygrywając domowy turniej. W pierwszych czterech zawodach nie powtarzały się zatem pary finałowe, sytuacja jednak odmieniła się w Hongkongu, w decydującym meczu tego turnieju wystąpiły bowiem te same zespoły co w Wellington. Tym razem role odwróciły się, gdyż Anglicy obronili tytuł z roku 2002.
Przed europejską częścią cyklu, wartą maksymalnie czterdzieści punktów, Nowa Zelandia miała szesnaście punktów przewagi nad Anglią i o dwa więcej nad Fidżi. W Cardiff angielscy zawodnicy pokonali Nowozelandczyków w ćwierćfinale, dając sobie szansę na nadrobienie strat do bezpośrednich rywali o końcowy triumf w klasyfikacji generalnej. W półfinale ulegli jednak późniejszym zwycięzcom, reprezentantom RPA, toteż do ostatniego turnieju przystępowali ze stratą dwunastu punktów – oznaczało to, musieliby wygrać te zawody i liczyć, by Nowozelandczycy zajęli w nich maksymalnie szóstą lokatę. Gospodarze wykonali swoją część planu i zwyciężyli na Twickenham Stadium, jednak Nowozelandczycy dotarli do półfinału, co oznaczało, że Gordon Tietjens i jego zawodnicy po raz czwarty z rzędu zwyciężyli w klasyfikacji generalnej. Dla podopiecznych Joe Lydona, którzy zakończyli sezon ze stratą czterech punktów do triumfatorów, zbyt kosztowne okazały się zatem straty z dwóch pierwszych turniejów.

## System rozgrywek
W poszczególnych turniejach brało udział szesnaście zespołów, z wyjątkiem Hong Kong Sevens, skupiającego dwadzieścia cztery drużyny, a każda z nich mogła liczyć maksymalnie dwunastu graczy.
W fazie grupowej spotkania toczone były bez ewentualnej dogrywki, za zwycięstwo, remis i porażkę przysługiwały odpowiednio trzy, dwa i jeden punkt, brak punktów natomiast za nieprzystąpienie do meczu. W przypadku turnieju w Hongkongu po zakończeniu fazy grupowej ustalany był ranking – pierwsze osiem zespołów awansowały do ćwierćfinałów, kolejna ósemka do turnieju Plate, a pozostałe do Bowl. W pozostałych turniejach czołowa dwójka z każdej grupy awansowała do ćwierćfinałów, pozostałe zaś walczyły o Bowl. W przypadku tej samej liczby punktów ich lokaty były ustalane kolejno na podstawie:
1. wyniku meczu pomiędzy zainteresowanymi drużynami;
2. lepszego bilansu punktów zdobytych i straconych;
3. lepszego bilansu przyłożeń zdobytych i straconych;
4. większej liczby zdobytych punktów;
5. większej liczby zdobytych przyłożeń;
6. rzutu monetą.

W przypadku remisu w fazie pucharowej organizowana była dogrywka składająca się z dwóch pięciominutowych części, z uwzględnieniem reguły nagłej śmierci. Jedynie mecze finałowe składały się z dwóch dziesięciominutowych części, w pozostałych zaś spotkaniach połowa meczu obejmowała siedem minut.
Punkty liczone do klasyfikacji generalnej przyznawane były zespołom walczącym o Cup, finalistom i półfinalistom Plate oraz zwycięzcy Bowl, przy czym zawody w Hongkongu były wyżej punktowane. W przypadku tej samej liczby punktów w klasyfikacji generalnej lokaty zainteresowanych drużyn były ustalane kolejno na podstawie:
1. lepszego bilansu punktów zdobytych i straconych;
2. większej liczby zdobytych przyłożeń;
3. drużyny są klasyfikowane ex aequo.

| 16 zespołów           | 16 zespołów |     | 24 zespoły                 | 24 zespoły |
| Pozycja               | Pkt         | Pkt | Pozycja                    |            |
| --------------------- | ----------- | --- | -------------------------- | ---------- |
| 1 (Cup)               | 20          | 30  | 1 (Cup)                    |            |
| 2 (finał Cup)         | 16          | 24  | 2 (finał Cup)              |            |
| 3–4 (półfinały Cup)   | 12          | 18  | 3–4 (półfinały Cup)        |            |
| –                     | –           | 8   | 5–8 (ćwierćfinały Cup)     |            |
| 5 (Plate)             | 8           | 4   | 9 (Plate)                  |            |
| 6 (finał Plate)       | 6           | 3   | 10 (finał Plate)           |            |
| 7–8 (półfinały Plate) | 4           | 2   | 11–12 (półfinały Plate)    |            |
| –                     | –           | 0   | 13–16 (ćwierćfinały Plate) |            |
| 9 (Bowl)              | 2           | 1   | 17 (Bowl)                  |            |
| 10–16                 | 0           | 0   | 18–24                      |            |

## Turnieje
| Miejsce | Reprezentacja     |
| ------- | ----------------- |
| 1       | Nowa Zelandia     |
| 2       | Samoa             |
| 3       | Australia         |
| 3       | Południowa Afryka |
| 5       | Fidżi             |
| 6       | Anglia            |
| 7       | Argentyna         |
| 7       | Walia             |

|  |                   |                   |          |       |   |               |               |       |
|  | Półfinał          | Półfinał          | Półfinał |       |   | Finał         | Finał         | Finał |
|  | Półfinał          | Półfinał          | Półfinał |       |   | Finał         | Finał         | Finał |
|  |                   |                   |          |       |   |               |               |       |
|  |                   |                   |          |       |   |               |               |       |
|  | Nowa Zelandia     | Nowa Zelandia     | 38       |       |   |               |               |       |
|  | Nowa Zelandia     | Nowa Zelandia     | 38       |       |   |               |               |       |
|  | Australia         | Australia         | 7        |       |   |               |               |       |
|  | Australia         | Australia         | 7        |       |   | Nowa Zelandia | Nowa Zelandia | 36    |
|  |                   |                   |          |       |   | Nowa Zelandia | Nowa Zelandia | 36    |
|  |                   |                   | Samoa    | Samoa | 0 |               |               |       |
|  | Samoa             | Samoa             | Samoa    | Samoa | 0 | 19            |               |       |
|  | Samoa             | Samoa             |          |       |   |               |               |       |
|  | Południowa Afryka | Południowa Afryka | 12       |       |   |               |               |       |
|  | Południowa Afryka | Południowa Afryka | 12       |       |   |               |               |       |

| Miejsce | Reprezentacja     |
| ------- | ----------------- |
| 1       | Fidżi             |
| 2       | Nowa Zelandia     |
| 3       | Australia         |
| 3       | Południowa Afryka |
| 5       | Argentyna         |
| 6       | Samoa             |
| 7       | Kenia             |
| 7       | Anglia            |

|  |                   |                   |               |               |    |       |       |       |
|  | Półfinał          | Półfinał          | Półfinał      |               |    | Finał | Finał | Finał |
|  | Półfinał          | Półfinał          | Półfinał      |               |    | Finał | Finał | Finał |
|  |                   |                   |               |               |    |       |       |       |
|  |                   |                   |               |               |    |       |       |       |
|  | Fidżi             | Fidżi             | 31            |               |    |       |       |       |
|  | Fidżi             | Fidżi             | 31            |               |    |       |       |       |
|  | Australia         | Australia         | 14            |               |    |       |       |       |
|  | Australia         | Australia         | 14            |               |    | Fidżi | Fidżi | 24    |
|  |                   |                   |               |               |    | Fidżi | Fidżi | 24    |
|  |                   |                   | Nowa Zelandia | Nowa Zelandia | 14 |       |       |       |
|  | Nowa Zelandia     | Nowa Zelandia     | Nowa Zelandia | Nowa Zelandia | 14 | 28    |       |       |
|  | Nowa Zelandia     | Nowa Zelandia     |               |               |    |       |       |       |
|  | Południowa Afryka | Południowa Afryka | 24            |               |    |       |       |       |
|  | Południowa Afryka | Południowa Afryka | 24            |               |    |       |       |       |

| Miejsce | Reprezentacja     |
| ------- | ----------------- |
| 1       | Anglia            |
| 2       | Fidżi             |
| 3       | Francja           |
| 3       | Nowa Zelandia     |
| 5       | Australia         |
| 6       | Samoa             |
| 7       | Argentyna         |
| 7       | Południowa Afryka |

|  |               |               |          |       |    |        |        |       |
|  | Półfinał      | Półfinał      | Półfinał |       |    | Finał  | Finał  | Finał |
|  | Półfinał      | Półfinał      | Półfinał |       |    | Finał  | Finał  | Finał |
|  |               |               |          |       |    |        |        |       |
|  |               |               |          |       |    |        |        |       |
|  | Anglia        | Anglia        | 19       |       |    |        |        |       |
|  | Anglia        | Anglia        | 19       |       |    |        |        |       |
|  | Nowa Zelandia | Nowa Zelandia | 14       |       |    |        |        |       |
|  | Nowa Zelandia | Nowa Zelandia | 14       |       |    | Anglia | Anglia | 28    |
|  |               |               |          |       |    | Anglia | Anglia | 28    |
|  |               |               | Fidżi    | Fidżi | 14 |        |        |       |
|  | Fidżi         | Fidżi         | Fidżi    | Fidżi | 14 | 26     |        |       |
|  | Fidżi         | Fidżi         |          |       |    |        |        |       |
|  | Francja       | Francja       | 19       |       |    |        |        |       |
|  | Francja       | Francja       | 19       |       |    |        |        |       |

| Miejsce | Reprezentacja     |
| ------- | ----------------- |
| 1       | Nowa Zelandia     |
| 2       | Anglia            |
| 3       | Australia         |
| 3       | Fidżi             |
| 5       | Samoa             |
| 6       | Francja           |
| 7       | Południowa Afryka |
| 7       | Argentyna         |

|  |               |               |          |        |    |               |               |       |
|  | Półfinał      | Półfinał      | Półfinał |        |    | Finał         | Finał         | Finał |
|  | Półfinał      | Półfinał      | Półfinał |        |    | Finał         | Finał         | Finał |
|  |               |               |          |        |    |               |               |       |
|  |               |               |          |        |    |               |               |       |
|  | Nowa Zelandia | Nowa Zelandia | 24       |        |    |               |               |       |
|  | Nowa Zelandia | Nowa Zelandia | 24       |        |    |               |               |       |
|  | Fidżi         | Fidżi         | 22       |        |    |               |               |       |
|  | Fidżi         | Fidżi         | 22       |        |    | Nowa Zelandia | Nowa Zelandia | 38    |
|  |               |               |          |        |    | Nowa Zelandia | Nowa Zelandia | 38    |
|  |               |               | Anglia   | Anglia | 26 |               |               |       |
|  | Anglia        | Anglia        | Anglia   | Anglia | 26 | 21            |               |       |
|  | Anglia        | Anglia        |          |        |    |               |               |       |
|  | Australia     | Australia     | 15       |        |    |               |               |       |
|  | Australia     | Australia     | 15       |        |    |               |               |       |

| Miejsce | Reprezentacja     |
| ------- | ----------------- |
| 1       | Anglia            |
| 2       | Nowa Zelandia     |
| 3       | Fidżi             |
| 3       | Południowa Afryka |
| 5       | Australia         |
| 5       | Samoa             |
| 5       | Kenia             |
| 5       | Tonga             |

|  |                   |                   |               |               |    |        |        |       |
|  | Półfinał          | Półfinał          | Półfinał      |               |    | Finał  | Finał  | Finał |
|  | Półfinał          | Półfinał          | Półfinał      |               |    | Finał  | Finał  | Finał |
|  |                   |                   |               |               |    |        |        |       |
|  |                   |                   |               |               |    |        |        |       |
|  | Anglia            | Anglia            | 24            |               |    |        |        |       |
|  | Anglia            | Anglia            | 24            |               |    |        |        |       |
|  | Fidżi             | Fidżi             | 19            |               |    |        |        |       |
|  | Fidżi             | Fidżi             | 19            |               |    | Anglia | Anglia | 22    |
|  |                   |                   |               |               |    | Anglia | Anglia | 22    |
|  |                   |                   | Nowa Zelandia | Nowa Zelandia | 17 |        |        |       |
|  | Nowa Zelandia     | Nowa Zelandia     | Nowa Zelandia | Nowa Zelandia | 17 | 21     |        |       |
|  | Nowa Zelandia     | Nowa Zelandia     |               |               |    |        |        |       |
|  | Południowa Afryka | Południowa Afryka | 17            |               |    |        |        |       |
|  | Południowa Afryka | Południowa Afryka | 17            |               |    |        |        |       |

| Miejsce | Reprezentacja     |
| ------- | ----------------- |
| 1       | Południowa Afryka |
| 2       | Argentyna         |
| 3       | Samoa             |
| 3       | Anglia            |
| 5       | Nowa Zelandia     |
| 6       | Australia         |
| 7       | Walia             |
| 7       | Fidżi             |

|  |                   |                   |           |           |    |                   |                   |       |
|  | Półfinał          | Półfinał          | Półfinał  |           |    | Finał             | Finał             | Finał |
|  | Półfinał          | Półfinał          | Półfinał  |           |    | Finał             | Finał             | Finał |
|  |                   |                   |           |           |    |                   |                   |       |
|  |                   |                   |           |           |    |                   |                   |       |
|  | Południowa Afryka | Południowa Afryka | 22        |           |    |                   |                   |       |
|  | Południowa Afryka | Południowa Afryka | 22        |           |    |                   |                   |       |
|  | Anglia            | Anglia            | 10        |           |    |                   |                   |       |
|  | Anglia            | Anglia            | 10        |           |    | Południowa Afryka | Południowa Afryka | 35    |
|  |                   |                   |           |           |    | Południowa Afryka | Południowa Afryka | 35    |
|  |                   |                   | Argentyna | Argentyna | 17 |                   |                   |       |
|  | Argentyna         | Argentyna         | Argentyna | Argentyna | 17 | 15                |                   |       |
|  | Argentyna         | Argentyna         |           |           |    |                   |                   |       |
|  | Samoa             | Samoa             | 0         |           |    |                   |                   |       |
|  | Samoa             | Samoa             | 0         |           |    |                   |                   |       |

| Miejsce | Reprezentacja     |
| ------- | ----------------- |
| 1       | Anglia            |
| 2       | Fidżi             |
| 3       | Południowa Afryka |
| 3       | Nowa Zelandia     |
| 5       | Australia         |
| 6       | Walia             |
| 7       | Włochy            |
| 7       | Gruzja            |

|  |                   |                   |          |       |    |        |        |       |
|  | Półfinał          | Półfinał          | Półfinał |       |    | Finał  | Finał  | Finał |
|  | Półfinał          | Półfinał          | Półfinał |       |    | Finał  | Finał  | Finał |
|  |                   |                   |          |       |    |        |        |       |
|  |                   |                   |          |       |    |        |        |       |
|  | Anglia            | Anglia            | 26       |       |    |        |        |       |
|  | Anglia            | Anglia            | 26       |       |    |        |        |       |
|  | Południowa Afryka | Południowa Afryka | 5        |       |    |        |        |       |
|  | Południowa Afryka | Południowa Afryka | 5        |       |    | Anglia | Anglia | 31    |
|  |                   |                   |          |       |    | Anglia | Anglia | 31    |
|  |                   |                   | Fidżi    | Fidżi | 24 |        |        |       |
|  | Fidżi             | Fidżi             | Fidżi    | Fidżi | 24 | 26     |        |       |
|  | Fidżi             | Fidżi             |          |       |    |        |        |       |
|  | Nowa Zelandia     | Nowa Zelandia     | 7        |       |    |        |        |       |
|  | Nowa Zelandia     | Nowa Zelandia     | 7        |       |    |        |        |       |

## Klasyfikacja generalna
| Miejsce | Reprezentacja     | Punkty | Punkty | Punkty | Punkty | Punkty | Punkty | Punkty | Punkty |
| Miejsce | Reprezentacja     | DUB    | GEO    | BRI    | WEL    | HKG    | CAR    | LON    | Ogółem |
| ------- | ----------------- | ------ | ------ | ------ | ------ | ------ | ------ | ------ | ------ |
| 1       | Nowa Zelandia     | 20     | 16     | 12     | 20     | 24     | 8      | 12     | 112    |
| 2       | Anglia            | 6      | 4      | 20     | 16     | 30     | 12     | 20     | 108    |
| 3       | Fidżi             | 8      | 20     | 16     | 12     | 18     | 4      | 16     | 94     |
| 4       | Południowa Afryka | 12     | 12     | 4      | 4      | 18     | 20     | 12     | 82     |
| 5       | Australia         | 12     | 12     | 8      | 12     | 8      | 6      | 8      | 66     |
| 6       | Samoa             | 16     | 6      | 6      | 8      | 8      | 12     | 2      | 58     |
| 7       | Argentyna         | 4      | 8      | 4      | 4      | –      | 16     | 0      | 36     |
| 8       | Francja           | 2      | 0      | 12     | 6      | –      | 0      | 0      | 20     |
| 9       | Walia             | 4      | 0      | –      | –      | 0      | 4      | 6      | 14     |
| 10      | Kenia             | 0      | 4      | –      | –      | 8      | –      | –      | 12     |
| 11      | Tonga             | –      | –      | 2      | 0      | 8      | –      | –      | 10     |
| 12      | Kanada            | 0      | 0      | 0      | 2      | 4      | 0      | 0      | 6      |
| 13      | Szkocja           | –      | –      | –      | –      | 3      | 2      | 0      | 5      |
| 14      | Włochy            | 0      | 0      | –      | –      | –      | 0      | 4      | 4      |
| =       | Gruzja            | –      | –      | –      | –      | –      | 0      | 4      | 4      |
| 16      | Korea Południowa  | –      | –      | –      | –      | 2      | –      | –      | 2      |
| =       | Wyspy Cooka       | –      | –      | 0      | 0      | 2      | –      | –      | 2      |
| =       | Namibia           | 0      | 2      | –      | –      | 0      | –      | –      | 2      |
| 19      | Stany Zjednoczone | –      | –      | 0      | 0      | 1      | –      | –      | 1      |
| 20      | Singapur          | –      | –      | –      | –      | 0      | –      | –      | 0      |
| =       | Niue              | –      | –      | 0      | 0      | –      | –      | –      | 0      |
| =       | Japonia           | –      | –      | 0      | 0      | 0      | –      | –      | 0      |
| =       | Chiny             | –      | –      | 0      | 0      | 0      | –      | –      | 0      |
| =       | Zambia            | –      | 0      | –      | –      | –      | –      | –      | 0      |
| =       | Maroko            | 0      | 0      | –      | –      | –      | –      | –      | 0      |
| =       | Malezja           | –      | –      | –      | –      | 0      | –      | –      | 0      |
| =       | Chińskie Tajpej   | –      | –      | –      | –      | 0      | –      | –      | 0      |
| =       | Portugalia        | –      | –      | –      | –      | –      | 0      | 0      | 0      |
| =       | Hongkong          | –      | –      | –      | –      | 0      | –      | –      | 0      |
| =       | Holandia          | –      | –      | –      | –      | 0      | –      | –      | 0      |
| =       | Rosja             | –      | –      | –      | –      | 0      | 0      | 0      | 0      |
| =       | Zatoka Perska     | 0      | 0      | –      | –      | –      | –      | –      | 0      |
| =       | Papua-Nowa Gwinea | –      | –      | 0      | 0      | –      | –      | –      | 0      |
| =       | Sri Lanka         | 0      | –      | –      | –      | 0      | –      | –      | 0      |
| =       | Hiszpania         | –      | –      | –      | –      | –      | 0      | 0      | 0      |